# South Dennis (Massachusetts)
South Dennis é um lugar designado pelo censo localizado no condado de Barnstable no estado estadounidense de Massachusetts. No Censo de 2010 tinha uma população de 3.643 habitantes e uma densidade populacional de 296,24 pessoas por km².

## Geografia
South Dennis encontra-se localizado nas coordenadas 41° 42′ 15″ N, 70° 09′ 02″ O. Segundo a Departamento do Censo dos Estados Unidos, South Dennis tem uma superfície total de 12.3 km², da qual 11.78 km² correspondem a terra firme e (4.19%) 0.52 km² é água.

## Demografia
Segundo o censo de 2010, tinha 3.643 pessoas residindo em South Dennis. A densidade populacional era de 296,24 hab./km². Dos 3.643 habitantes, South Dennis estava composto pelo 94.02% brancos, o 1.81% eram afroamericanos, o 0.36% eram amerindios, o 0.58% eram asiáticos, o 0.08% eram insulares do Pacífico, o 1.21% eram de outras raças e o 1.95% pertenciam a duas ou mais raças. Do total da população o 1.59% eram hispanos ou latinos de qualquer raça.